# Cantó de Draguinhan
El cantó de Draguinhan és un cantó francès del departament de la Var, situat al districte de Draguinhan. Té 5 municipis i el cap és Draguinhan.

## Municipis
- Empus
- Draguinhan
- Flaiòsc
- La Mòta
- Tranç

## Història
| Data d'elecció                           | Identitat     | Partit           | Qualitat |
| ---------------------------------------- | ------------- | ---------------- | -------- |
| 1964-1970                                | M. Fabre      | SFIO             |          |
| 1970-1988                                | André Gayrard | SFIO, després PS |          |
| 1988-                                    | Max Piselli   | UDF, després UMP |          |
| les dades anteriors no són pas conegudes |               |                  |          |
|                                          |               |                  |          |

| 1962   | 1968   | 1975   | 1982   | 1990   | 1999   | 2006   |
| ------ | ------ | ------ | ------ | ------ | ------ | ------ |
| 18.145 | 22.567 | 27.100 | 34.298 | 40.034 | 44.585 | 50.277 |